# جزیره غربی (استرالیای جنوبی)
جزیره غربی (به انگلیسی: West Island) یک جزیره در استرالیا است که در استرالیای جنوبی واقع شده‌است.

## خصوصیات
جزیره غربی ۴۰ متر بالاتر از سطح دریا واقع شده‌است.